# 東京渡辺銀行
東京渡辺銀行（とうきょうわたなべぎんこう）は、かつて日本に存在した銀行。昭和金融恐慌により経営が破綻した。

## 概要

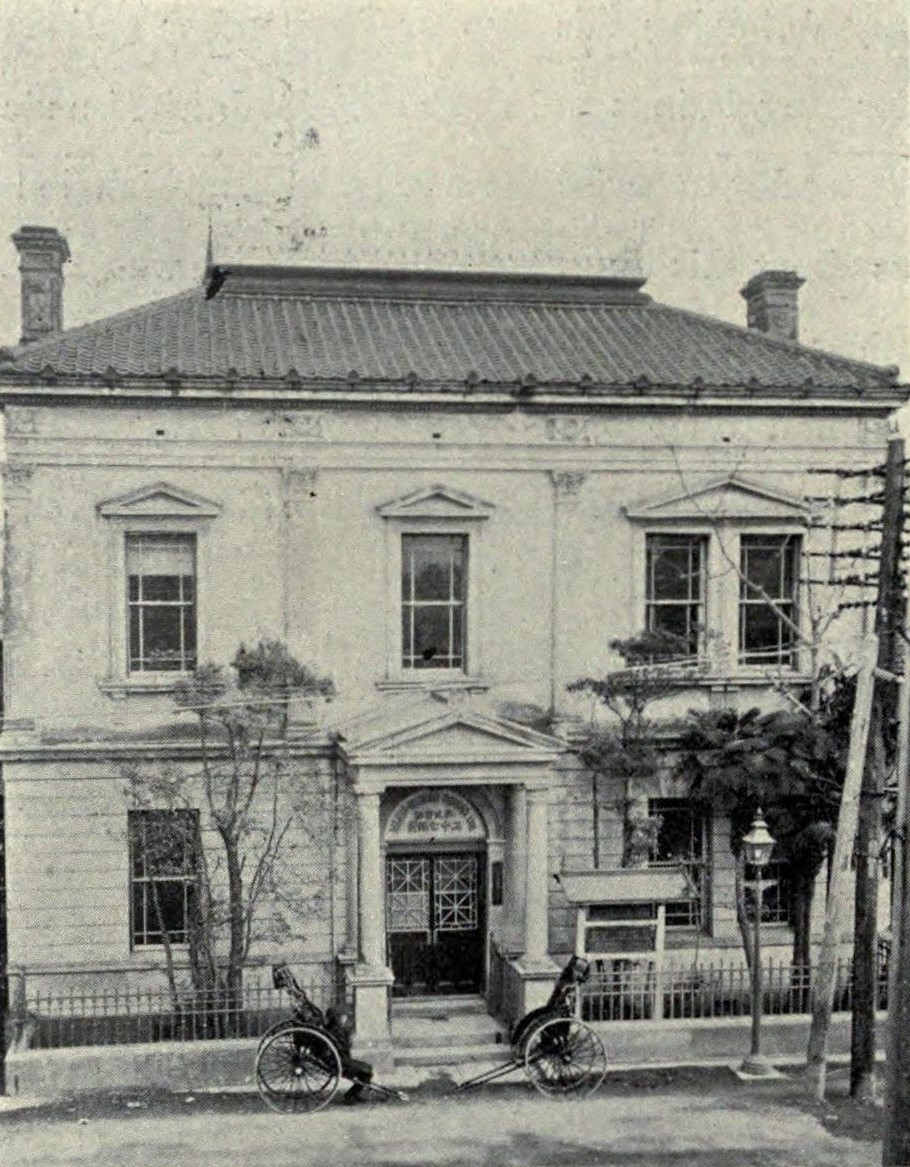
二十七銀行

1877年（明治10年）に第二十七国立銀行として設立され、1904年（明治37年）に二十七銀行と改称。この時、資本金額を30万円から100万円に増資。
1920年（大正9年）2月の好況期に行名を東京渡辺銀行と改称し、500万円に増資した。
だが、余りの放漫経営が続いたことから、関東大震災後には極端に経営が悪化。不動産を抵当として勧業銀行から約700万円の融通を受け辛くも資金繰りに成功したが、1927年（昭和2年）の昭和金融恐慌には耐えられなかった。同年3月14日に第52回帝國議会で大蔵大臣片岡直温が「東京渡辺銀行がとうとう破綻を致しました。」と失言。翌3月15日午前4時までに重役会の協議を経て本支店の休業を決断する。日本橋の本材木町の本店には「整理のため本日より向こう二週間休業仕り候なり」との貼り紙が出された。姉妹行の「あかぢ貯蓄銀行」（1913年（大正2年）に福岡から移転、改称した、元・豊岡貯蓄銀行）も同時に閉鎖し、経営破綻した。破綻当時の頭取は10代 渡辺治右衛門。その後、1928年6月29日に破産宣告を受けた。
歌舞伎研究・批評家の渡辺保は東京渡辺銀行のオーナー一族であった渡辺家の子孫である。